# Hecatera turbida
Hecatera turbida là một loài bướm đêm trong họ Noctuidae.